# Craw Stane
Der Craw Stane (auch Cro- oder Crow Stone, Mains of Rhynie oder Rhynie No.1 genannt) ist ein Piktischer Symbolstein der Klasse 1, aus dem 5. Jahrhundert südlich von Rhynie in Aberdeenshire in Schottland. Der Stein steht an seinem ursprünglichen Standort auf einem Bergrücken etwa 150 m südwestlich des alten Friedhofs von Rhynie.

Pictish Beast

Die obere Hälfte zeigt einen Lachs, darunter befindet sich ein Pictish Beast. Die Untersuchung des Steins begann im Jahr 2005 mit Ausgrabungen rund um die Basis. 2011 und 2012 erfolgte die Erkundung des ursprünglichen Kontextes eines der schönsten geschnitzten Denkmäler in Aberdeenshire, wobei der Ortsbereich von Rhynie, in dem eine mit Steinplatten ausgelegte piktische Grablege gefunden wurde, sich als bedeutendes Zentrum der Pikten erwies.
In dem Gebiet wurden mehrere piktische Steine gefunden, darunter der Rhynie Man oder Rhynie No. 7, der sich heute in Aberdeen befindet. 